# USS Hunt (DD-194)
«Хант» (англ. USS Hunt (DD-194) — військовий корабель, ескадрений міноносець типу «Клемсон» військово-морських сил США та Королівського флоту Великої Британії за часів Другої світової війни.
Есмінець «Хант» закладений 20 серпня 1918 року на верфі Newport News Shipbuilding у Ньюпорт-Ньюсі, де 14 лютого 1920 року корабель був спущений на воду. 30 вересня 1920 року він увійшов до складу ВМС США.

## Історія служби

### 1941—1942
2 серпня 1941 року есмінець увійшов до групи ескорту конвою WS 10.
З травня 1942 року «Бродвей» брав активну участь у супроводі конвоїв OB 318, ON 23, SCA 8 та ON 35. З 7 по 9 травня разом з есмінцями «Бульдог», «Амазон» та шлюпом «Рочестер» контратакували німецькі підводні човни U-94, U-110 та U-201, коли ті здійснювали напад на транспортні та вантажні судна. Завдання з ескорту конвоїв в атлантичних водах виконував до кінця року.